# Lobocleta granitaria
Lobocleta granitaria är en fjärilsart som beskrevs av Alpheus Spring Packard 1871. Lobocleta granitaria ingår i släktet Lobocleta och familjen mätare. Inga underarter finns listade i Catalogue of Life.